# هومو فيبر

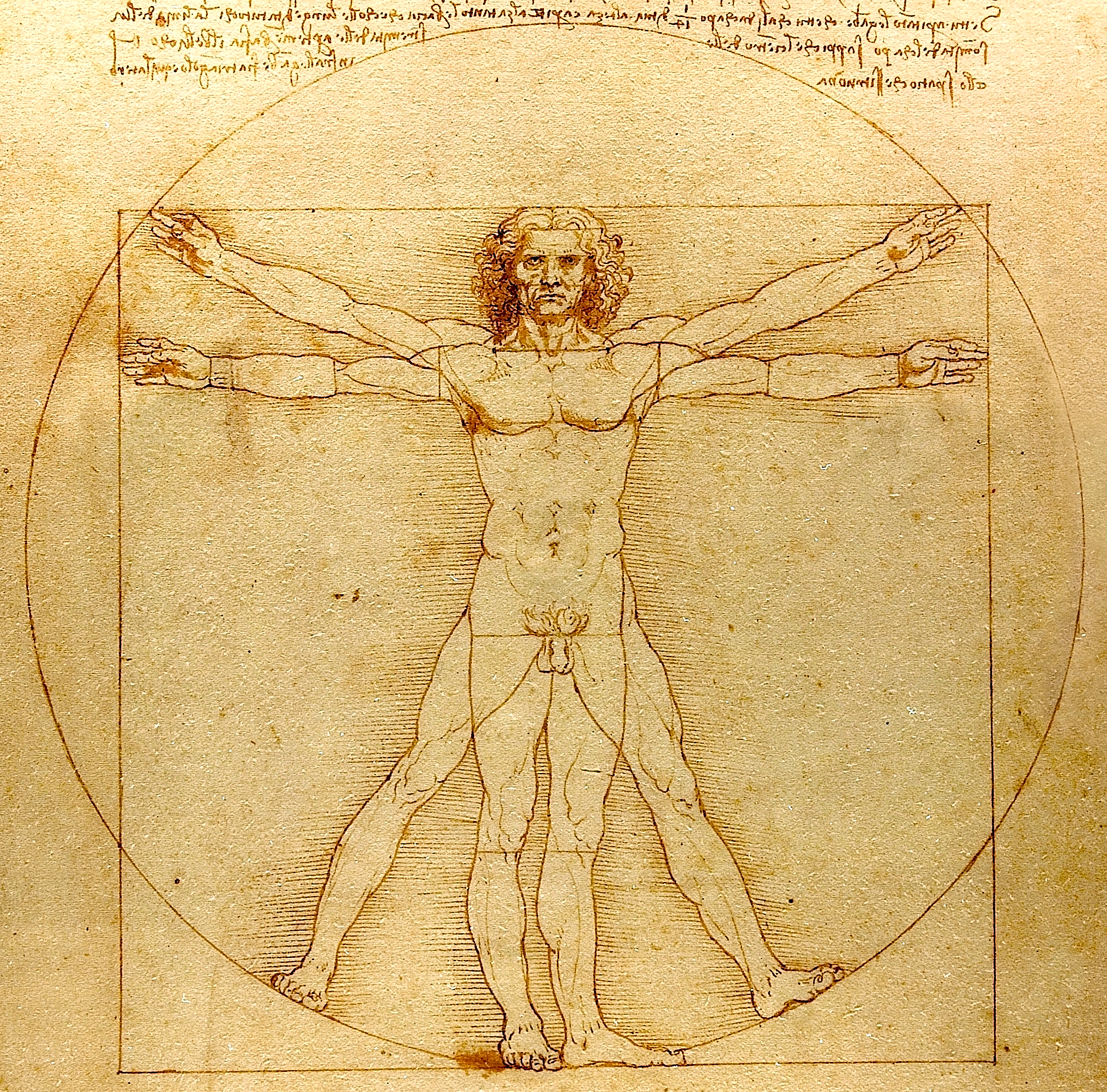

هومو فيبر (باللاتينية: Homo faber) ويعني «الإنسان الخالق» في إشارة إلى «الإنسان العاقل» الذي يعني "homo sapiens") هو مصطلح فلسفي صاغته هانا أرندت وماكس شيلر للإشارة إلى البشر الذين يسيطرون على البيئة من خلال أدوات. كذلك أشار هنري برغسون إلى هذا المفهوم في التطور الإبداعي (1907)، معرفًا الذكاء، في معناه الأصلي، بأنه «ملكة خلق الأشياء الاصطناعية، لا سيما الأدوات اللازمة لصنع الأدوات وتنويع تصنيعها على نحو غير متناهٍ.»
في الأدب اللاتيني، يستخدم أبيوس كلوديوس كاكوس (Appius Claudius Caecus) هذا المصطلح في Sententiæ، في إشارة إلى قدرة الرجل على التحكم في قدره وما يحيط به: Homo faber suae quisque fortunae (كل رجل هو مبدع مصيره).
في علم الإنسان، هومو فيبر، باعتباره «الرجل العامل» يجابه هومو لودينز «الرجل اللاهي»، الذي يكون مهتمًا بالتسلية والدعابة والترفيه.
ويمكن أيضًا استخدام هومو فيبر في تناقض مع deus faber «الله الخالق»)، وهو النموذج الأصلي المشتق منه آلهة فورج.
هومو فيبر هو عنوان الرواية المؤثرة التي ألفها المؤلف السويسري ماكس فريش، التي نُشرت عام 1957. وقد تم عمل فيلم من هذه الرواية باسم المسافر، بطولة سام شيبرد وجولي ديلبي.
هومو فيبر كان أحد مجالات التفاعل الخمسة IBMYP قبل أن يتم استبداله بـ «الإبداع البشري».
«هومو فيبر» هو أيضًا عنوان قصيدة قصيرة من تأليف فرانك بيدارت المتاحة ضمن مجموعته الشعرية الرغبة (Desire) (1997).
في رواية راي برادبوري فهرنهايت 451 (1953)، تقوم إحدى الشخصيات التي تُسمى فيبر بإنشاء ميكروفون أذن لاسلكي مخفي يستخدمه لتوجيه أفكار وأفعال بطل الرواية وهو جاي مونتاج.

## وصلات خارجية
- Study guide about the novel Homo Faber by Max Frisch